# Estádio Pedro Alves do Nascimento
O Estádio Pedro Alves do Nascimento é um estádio de futebol que se localiza na cidade brasileira de Patrocínio, no estado de Minas Gerais, é de propriedade da Prefeitura Municipal de Patrocínio.
Foi inaugurado em 1992. Em 2017, como o Patrocinense havia se classificado para disputar a primeira divisão do Campeonato Mineiro de Futebol de 2018, a Federação Mineira de Futebol exigiu que o estádio fosse reformado para continuar recebendo os jogos do clube. Foi reinaugurado em 20 de dezembro de 2017, com um amistoso entre Patrocinense e Brasiliense, que terminou empatado em 0 a 0.